# Stine Borgli
Stine Andersen Borgli (Sandnes, 4 juli 1990) is een Noorse wielrenster.

## Carrière
In mei 2019 won ze de vierdaagse rittenkoers Ronde van Burgos en later dat jaar won ze het bergklassement in zowel de Ronde van Bretagne als de Kreiz Breizh Elites. Zij reed van augustus 2019 tot en met 2023 bij de Franse wielerploeg FDJ Nouvelle-Aquitaine Futuroscope. In 2021 nam Borgli deel aan de wegwedstrijd op de Olympische Zomerspelen 2020, ze finishte niet in deze wedstrijd.

## Palmares
2011
 Noors kampioenschap op de weg, elite
2018
 Noors kampioenschap op de weg, elite
2019
Eindklassement Ronde van Burgos
Bergklassement Ronde van Bretagne
Bergklassement Kreiz Breizh Elites
2022
Puntenklassement Ronde van Uppsala

### Resultaten in voornaamste wedstrijden

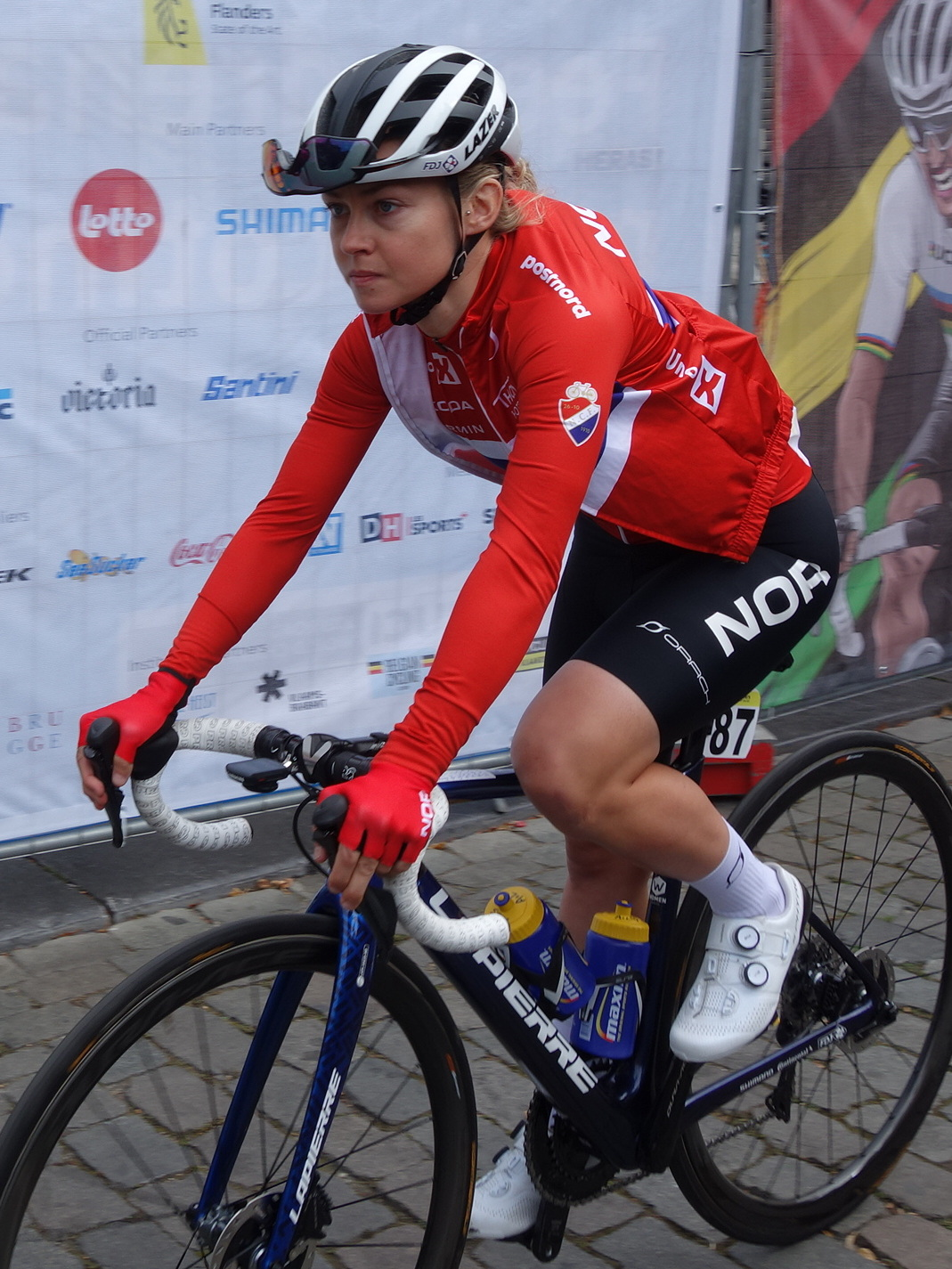
Start van het WK 2021 in Antwerpen.

|      | \| Jaar \| Gent-Wevelgem \| Ronde van Vlaanderen \| Amstel Gold Race \| Luik-Bast.‑Luik \| Strade Bianche \| \| WK op de weg \| \| ---- \| ------------- \| -------------------- \| ---------------- \| --------------- \| -------------- \| \| ------------ \| \| 2017 \| \| \| \| \| \| \| 63e \| \| 2018 \| \| \| \| \| \| \| 29e \| \| 2019 \| \| \| \| \| \| \| opgave \| \| 2020 \| 23e \| 29e \| \| \| opgave \| \| 71e \| \| 2021 \| 50e \| \| 61e \| opgave \| 63e \| \| 80e \| \| 2022 \| 70e \| \| 102e \| opgave \| \| \| \| \| 2023 \| 60e \| \| \| 88e \| buit.tijd \| \| \| |                      |                  |                 |                |  |              |
| Jaar | Gent-Wevelgem | Ronde van Vlaanderen | Amstel Gold Race | Luik-Bast.‑Luik | Strade Bianche |  | WK op de weg |
| 2017 | |                      |                  |                 |                |  | 63e          |
| 2018 | |                      |                  |                 |                |  | 29e          |
| 2019 | |                      |                  |                 |                |  | opgave       |
| 2020 | 23e | 29e                  |                  |                 | opgave         |  | 71e          |
| 2021 | 50e |                      | 61e              | opgave          | 63e            |  | 80e          |
| 2022 | 70e |                      | 102e             | opgave          |                |  |              |
| 2023 | 60e |                      |                  | 88e             | buit.tijd      |  |              |

## Ploegen
- 2019 –  FDJ Nouvelle-Aquitaine Futuroscope (vanaf 1 augustus)
- 2020 –  FDJ Nouvelle-Aquitaine Futuroscope
- 2021 –  FDJ Nouvelle-Aquitaine Futuroscope
- 2022 –  FDJ-Suez-Futuroscope
- 2023 –  FDJ-Suez

Becker · Borgli · Bravard · Demay · Duval · Fahlin · Gillow · Grossetête · Guilman · Kitchen · Le Net · Muzic · Richioud · Wiel
Borgli · Chapman · Duval · Fahlin · Gillow · Grossetête · Guilman · Kitchen · Le Net · Muzic · Uttrup Ludwig · Wiel
Borgli · Cavalli · Chapman · Duval · Fahlin · Grossetête · Guilman · Kitchen · Le Net · Muzic · Uttrup Ludwig · Wiel
Borgli · Brown · Cavalli · Chapman · Copponi · Duval · Fahlin · Grossetête · Guazzini · Guilman · Le Net · Muzic · Uttrup Ludwig · Wiel
Adegeest · Borgli · Brown · Cavalli · Copponi · Duval · Fahlin · Grossetête · Guazzini · Guilman · Le Net · Muzic · Uttrup Ludwig · Verhulst · Wiel